# Eláteia (ort i Grekland, Thessalien)
Eláteia är en ort i Grekland.   Den ligger i prefekturen Nomós Larísis och regionen Thessalien, i den centrala delen av landet, 230 km nordväst om huvudstaden Aten. Eláteia ligger 117 meter över havet och antalet invånare är 659.
Terrängen runt Eláteia är huvudsakligen kuperad, men åt sydost är den bergig. Runt Eláteia är det ganska glesbefolkat, med 27 invånare per kvadratkilometer. Närmaste större samhälle är Sykoúrio, 6,7 km sydost om Eláteia. Trakten runt Eláteia består till största delen av jordbruksmark.